# Crostata
Une crostata est une tarte cuite au four italienne, également connue sous le nom de coppi à Naples et de sfogliata en Lombardie. C'est un dessert rustique et populaire parmi les plus anciens de la pâtisserie italienne.
La crostata est composée d'une base de pâte sablée (pasta frolla en italien) ou, plus rarement, d'une pâte sucrée, recouverte de confiture, de crème pâtissière ou de fruits frais, avec l'ajout de fines lamelles de pâte brisée entrelacées,. Des desserts similaires sont répandus dans toute l'Europe.

## Histoire
La première utilisation connue de crostata dans son sens moderne peut être trouvée dans les livres de cuisine Libro de Arte Coquinaria (Livre de l'art de la cuisine) du Maestro Martino, publié vers 1465 et Cuoco napolitano (Cuisinier napolitain), publié à la fin du XVe siècle, qui contient une recette (numéro 94) intitulée Crostata de Caso, Pane, etc..
Elle fait sensation lors des banquets à la cour papale dans l'Opera dell'arte del cucinare (Ouvrage sur l'art de cuisiner, 1570) de Bartolomeo Scappi.
La caractéristique de la crostata alla confettura est son habillage en croisillons auquel elle doit son nom de all'alsaziana (à l'alsacienne) mais qui, selon la légende aurait été inventé par une religieuse du couvent de San Gregorio Armeno (Naples), en écho à la grille à travers laquelle les sœurs cloîtrées assistaient aux offices.
Historiquement, la crostata faisait également référence à un « sandwich ouvert ou canapé » en raison de son aspect en croûte, ou à un chewet, un type de tourte à la viande.

## Étymologie
Le nom dérive du mot latin crustāta, le participe passé féminin de crustāre (incruster), et finalement du nom crusta (croûte). Le terme français « croustade » en dérive, dont dérive le terme anglais custard (costarde). Le mot crostata est apparu dans les premiers dictionnaires italiens ; il figure dans le dictionnaire de 1612 Vocabolario degli Accademici della Crusca (compilé de 1591 à 1608) par l'Accademia della Crusca et l'École normale supérieure de Pise et le dictionnaire de 1617 Il memoriale della lingua italiana : ridotto in ordine d'alfabeto per commodità del lettore de Giacomo Pergamino, dans lequel il était défini comme un type de torta (tarte).

## Description
Traditionnellement, la crostata consistait en une base, généralement de trois couches, de pâte friable à la graisse et au beurre clarifié. Aujourd'hui, on utilise une pâte brisée. Elle se différencie d'une torta par sa garniture : une crostata a une garniture épaisse irrégulière, tandis qu'une torta a une garniture consistante faite d'ingrédients mélangés. Il existe de multiples variations de crostata sucrées et salées, celles sucrées étant généralement servies en dessert.

### Variante sucrée

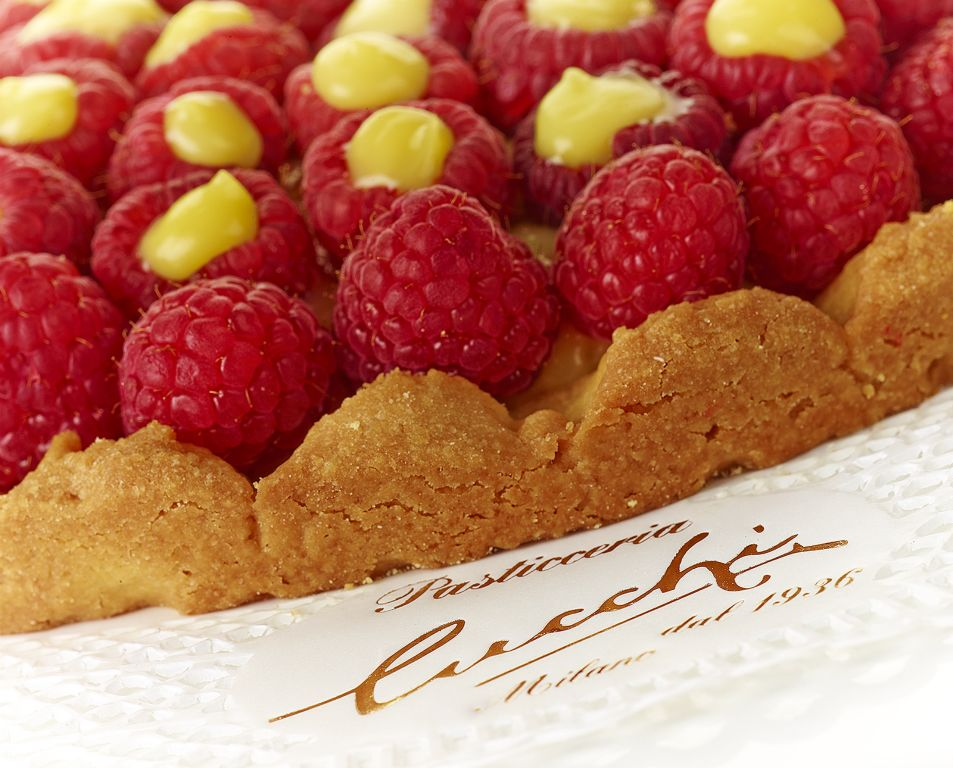
Crostata aux framboises.

Les variantes sucrées utilisent des fruits en conserve comme garniture, généralement des abricots, des cerises, des pêches ou des nectarines ou des baies. La crostata peut aussi être cuite à blanc puis garnie de costarde et de morceaux de fruits frais ; on l'appelle alors crostata di frutta. Dans son livre de cuisine de 1570, Opera dell'arte del cucinare, Bartolomeo Scappi inclut la recette d'une crostata de prunes et de cerises acides et d'autres avec des coings et des poires. Une version moderne, la crostata alla nutella, utilise du Nutella comme garniture.
La crostata di ricotta est une variante sucrée populaire, en particulier dans le centre de l'Italie, à base de ricotta mélangée à du sucre et à des agrumes confits auxquels on peut en outre ajouter des pépites de chocolat ou des raisins secs ,.
La crostata di visciole est une version aux cerises griottes très répandue dans le Latium, les Marches et le Trentin. Dans la recette juive, elle a une strate de pâte d'amandes ou de ricotta.

### Variante salée
Les ingrédients de la crostata salée peuvent inclure de la viande, du poisson ou des légumes qui sont précuits. L'Opera dell'arte del cucinare inclut une recette de crostata de chair de crabe et de crevettes et précise que pour faire une torta à la place, les crevettes et le crabe doivent être pilés.
Scappi propose de nombreuses recettes de crostata dans l'Opera dell'arte del cucinare. Pour les crostata à base de viande et de fruits de mer, des recettes utilisent des bajoues de porc ou du Prosciutto crudo, des écrevisses, des anchois ou des huîtres. D'autres recettes comprennent du fromage crémeux appelé butirata, des truffes ou des champignons des champs, des cœurs d'artichaut ou de cardon et une avec « les viscères de toutes sortes de tortues ».

## Diffusion
En Italie, la crostata est une pâtisserie consommée au petit déjeuner, préparée à la maison, cuite dans des moules ronds caractéristiques avec des côtés moletés ; elle peut prendre une forme carrée ou rectangulaire lorsqu'elle est préparée pour être consommée lors de fêtes d'anniversaire ou de buffets.
En apparence, la crostata ressemble beaucoup à la pastiera napolitaine avec laquelle elle partage peut-être une origine commune.